# Logan – Farkas
A Logan – Farkas (eredeti cím: Logan) 2017-ben bemutatott amerikai akció-dráma-sci-fi, amelynek rendezője James Mangold. Az X-Men filmsorozat tizedik filmje, valamint a Farkas-trilógia harmadik és egyben utolsó része az X-Men kezdetek: Farkas (2009) és a Farkas (2013) után. A főszerepben Hugh Jackman, Patrick Stewart, Richard E. Grant, Boyd Holbrook, Stephen Merchant és Dafne Keen látható. A film gyártói a 20th Century Fox, a Marvel Entertainment, a TSG Entertainment és a The Donners' Company, forgalmazója a 20th Century Studios.
A forgatás 2016. május 2-án kezdődött Louisianában, és 2016. augusztus 13-án fejeződött be Új-Mexikóban. A Logan forgatásának helyszínei Louisiana, Új-Mexikó és Mississippi államban voltak.
A film premierje 2017. február 17-én volt a 67. Berlini Nemzetközi Filmfesztiválon, az Egyesült Államokban pedig 2017. március 3-án került a mozikba IMAX és normál változatban.

## Cselekmény
A film 2029-ben játszódik, amikor a legtöbb mutáns már meghalt. Logan és a professzor is öregebb már, képességük gyengült, a professzor rohamai irányíthatatlanok, ha nem veszi be rendszeresen a gyógyszerét, amit Logan szerez neki. Logan limuzinsofőrként keresi a kenyerét, míg Charles a rejtekhelyén tartózkodik (egy rozsdás, nagy méretű, fém víztartályban), Kalibán társaságában. Kettőjük távoli célja egy yachtot venni, és kiköltözni a tengerre. Viszont a dolgok kezdenek rosszra fordulni, mikor Logant felkeresi egy nő, hogy a lányával együtt vigye őket a távoli északra, előbb Észak-Dakotába, majd Kanadába. Az útért olyan sok pénzt ajánl, hogy Logan nem utasíthatja vissza. Másnap a megbeszélt helyen azonban Logan holtan találja a nőt, akit meggyilkoltak.
Logan el akar menekülni a professzorral együtt (a lányt hátrahagyva), azonban rejtekhelyükön rajtuk üt egy csapat zsoldos, akik a lányt akarják elkapni. Ő azonban Loganhoz hasonlóan képes hosszú pengéket kiereszteni az ökölbe szorított kezéből, és lekaszabolja a nyakára küldött zsoldosokat.
Ezután mégis együtt menekülnek hármasban, éjszakai megállójuk Las Vegas. Itt Logan lecseréli a golyók által kilyuggatott limuzint, ez alatt a hotelszobát fegyveresek rohanják meg. Azonban a professzornak éppen rohama van, ami a közelében lévő több száz ember átmeneti bénulását okozza, így a fegyveresek mozdulni sem bírnak. Logan mindegyiket leszúrja.
A professzor elmondja Logannek, hogy tud kommunikálni a lánnyal (aki egyetlen szót sem szól az egész út alatt), aki az ő, Logan genetikai gyermeke. Közben előkerül egy videó is, amin az őt felbérlő nő elmondja, hogy a lány valójában nem az ő lánya, hanem egy intézet kísérleti „terméke”, ahol gyilkológépekké képzik ki őket. Azonban az ápolónő tudomására jutott, hogy a gyerekeket meg akarják ölni az őket létrehozók, ezért kiszabadítja őket, de csak Laura marad mellette, a többiek magányosan menekültek el.
Az úton látnak egy balesetet, amit vadul száguldó robot-kamionok okoznak. Ennek során lovak szabadulnak el. A professzor összpontosításával a lovak lenyugszanak és visszatérnek gazdáikhoz, egy három tagú családhoz, akik meghívják Loganékat magukhoz vacsorára, majd ott marasztalják őket éjszakára. A vízellátás problémái miatt a házigazda és Logan elmegy, hogy elhárítsa a hibát. Ez alatt a házba bejut Logan hasonmása, egy szúrással megöli a professzort, és magával akarja hurcolni a lányt.
Logan összecsap vele, de a küzdelem kiegyenlített, majd Logan gyengülése előtérbe kerül. Ekkor közbeavatkozik a házigazda, és a kocsijával elüti a hasonmást, és egy fához szorítja. A hasonmás ugyanis megölte a feleségét és a fiát, és őt magát lelőtte puskával.
Logan kiszabadítja a Laurát, és tovább utaznak a céljuk felé, bár Logan nem hisz benne, hogy létezik az Éden nevű hely, mivel annak koordinátái egy X-Men képregényben voltak olvashatók. Csak azért vezet tovább, mert be akarja bizonyítani a lánynak, hogy a megadott hely nem létezik. Az út vége felé azonban elég rosszul van, így a lánynak kell vezetnie az autót (kiderül, hogy Laura tud beszélni, elsősorban spanyolul). Logan öntudatlanul érkezik meg végcéljukhoz, ahol egy csapat fiatal fogadja őket és fából egy magas sziklára épült házban laknak. Felszerelésük is van hozzá, hogy megmentsék Logan életét.
A fiatalok pár nap múlva nekivágnak az erdei útnak a közeli kanadai határ felé, ami a szabadságot jelenti a számukra. Logan nem indul velük, de amikor észreveszi, hogy katonai drónok eredtek a csapat nyomába, rohanni kezd, hogy megmentse őket. Rengeteg zsoldos lekaszabol, akik a fiatal mutánsok nagy részét elfogják. Logan újból szembekerül a hasonmásával, aki már majdnem legyőzi, amikor Laura lelövi egy adamantium lövedékkel. Loganban lassan elfogy a maradék életerő, majd meghal. Laura pedig a többi mutánssal eltemeti őt.

## Szereplők
| Szerep                    | Színész             | Magyar hang            | Leírás |
| ------------------------- | ------------------- | ---------------------- | --- |
| Logan / Farkas            | Hugh Jackman        | Sinkovits-Vitay András | Az X-Men egykori tagja és fizikailag feljavított mutáns, aki gyorsított gyógyulással rendelkezik. Charles Xavier egykori tanítványa és Laura biológiai apja, aki korával és betegségével foglalkozik. Charles Xavier egyik gondozója, Caliban mellett.                                            |
| X-24                      | Hugh Jackman        | Sinkovits-Vitay András | Logan klónja. |
| Charles Xavier professzor | Patrick Stewart     | Horányi László         | Mutáns, aki a világ legerősebb telepatája, a mára már megszűnt X-Men alapítója és egykori vezetője, korábban X professzor néven volt ismert. A telepatikus képességei a kora és egy ismeretlen agyi betegség miatt instabillá váltak, és időnként nem ismeri fel Logant. Logan és Caliban ápolja. |
| Laura / X-23              | Dafne Keen          | Vida Sára              | Titokzatos fiatal lány, aki "nagyon" hasonlít Loganra, valamint Logan biológiai lánya. |
| Donald Pierce             | Boyd Holbrook       | Szvetlov Balázs        | Transigen könyörtelen és intenzív biztonsági főnöke, akit Laura visszaszerzésére küldenek, ami konfliktusba hozza őt Farkassal. |
| Caliban                   | Stephen Merchant    | Karácsonyi Zoltán      | Albínó mutáns, aki képes érzékelni és követni más mutánsokat, és aki segít Logannak Xavier gondozásában. |
| Dr. Zander Rice           | Richard E. Grant    | Hirtling István        | A Transigen sebészi vezetője, akinek apját Logan megölte, amikor megszökött a Weapon X főhadiszállásról az Alkali-tónál. |
| Will Munson               | Eriq La Salle       | Sótonyi Gábor          | Házaspár, akik befogadják Logenéket. |
| Kathryn Munson            | Elise Neal          | Madarász Éva           | Házaspár, akik befogadják Logenéket. |
| Gabriela                  | Elizabeth Rodriguez | Pikali Gerda           | Nővér, aki megmenti Laura életét. |
| Valet                     | Han Soto            | Vári Attila            | Parkolós. |
| Rictor                    | Jason Genao         | Bogdán Gergő           | Fiatal mutáns, aki sikeresen elmenekült dr. Rice elől. |